# País en vías de desarrollo

Países según las clasificaciones de desarrollo económico del Fondo Monetario Internacional y de las Naciones Unidas.
Países desarrollados
Países en vías de desarrollo
Países menos desarrollados
Datos no disponibles

Países en vías de desarrollo, países en desarrollo o países de desarrollo intermedio es un concepto para definir  aquellos países cuyas economías se encuentran en pleno desarrollo económico partiendo de un estado de subdesarrollo o de una economía de transición que, si bien aún no alcanzarían el estatus de los países desarrollados, habrían avanzado más que otros que aún serían considerados países subdesarrollados. Este es un concepto muy cuestionado y del cual no existe consenso. Los Estados más pobres llegan al 80 % y aportan más del 24 % del PIB.
Los países en desarrollo son, según algunos autores como Walter Whitman Rostow, los países en transición de múltiples formas de vida tradicionales al estilo de vida moderno desde la revolución industrial en Inglaterra en los siglos XVIII y XIX.[cita requerida]
Un país en subdesarrollo podría ser considerado en vías de desarrollo o incluso emergente:[cita requerida]
- Cuando supera un determinado nivel de desarrollo humano, por encima de 0,800 de IDH (índice de desarrollo humano),[cita requerida]
- Tiene una Renta per cápita generalmente superior a los 8000 dólares,[cita requerida]
- Tiene determinado tamaño de economía o despliegue económico a pesar de no tener IDH por encima de 0,800 o ingresos per cápita altos, como es el caso de: China, India, Indonesia y otros.[cita requerida]

El cambio social es algo frecuente en estos países, donde las poblaciones rurales migran hacia las ciudades.
Son países que tienen un nivel de vida relativamente alto, una base industrial en desarrollo y un Índice de Desarrollo Humano que puede ser medio o alto.[cita requerida]
En la mayor parte de los países emergentes hay un nivel de pobreza y tasas elevadas de formación de capital. El desarrollo exige una moderna infraestructura (tanto física como institucional) y un movimiento lejos de sectores de valor agregado bajo, como la agricultura y la extracción de recursos naturales. En comparación, los países desarrollados usualmente tienen sistemas económicos basados en un crecimiento económico continuo y autónomo en el sector terciario y cuaternario, además de contar con altos estándares de vida.[cita requerida]

## Uso del término
La aplicación del término país en vías de desarrollo o incluso país emergente para algunos de los países menos desarrollados podría considerarse inapropiada: un número de países pobres no están mejorando su situación económica (como el término lo implica), sino que han experimentado períodos prolongados de declive económico.[cita requerida]

## Medida de desarrollo
Algunos investigadores en economía del desarrollo, como Theodore Schultz, Premio Nobel en 1979, habían encontrado que un campesino educado en los países en desarrollo es más productivo que un campesino analfabeto, que la inversión en capital humano (educación, salud) como una herramienta eficaz para el desarrollo económico.
Otros, como Mohammed Tamim, creen que el desarrollo económico es universalmente medible solo en el nivel de la educación desde la primaria hasta los universitarios. De hecho, encontraron que allí donde el nivel de educación es alto, el nivel de desarrollo es demasiado. También es lo que avanzar una hipótesis, que la tasa de matriculación es proporcional a la tasa de desarrollo económico e inversamente proporcional a la tasa de crecimiento de la población, el desarrollo económico se mide por la proporción de la fuerza de trabajo en los sectores modernos y esperanza de vida al nacer. Así, el despegue de Walter Whitman Rostow podría ser activado en un país, si su población está totalmente escolarizada. Para ello es necesario la organización de un programa de educación mundial, condicionado por otro programa mundial de control de la natalidad y el establecimiento de una organización mundial para la aplicación de esta estrategia de desarrollo.[cita requerida]

## Medidas y concepto del desarrollo
El término  país en vías de desarrollo se refiere principalmente al grado de desarrollo económico, lo que no necesariamente se asocia al desarrollo social, en términos de mayor educación, salud o esperanza de vida. El desarrollo de un país es medido con índices estadísticos como el ingreso per cápita (PIB), expectativa de vida, alfabetismo, etc. La ONU ha desarrollado IDH, un indicador compuesto de las estadísticas dichas anteriormente, para calibrar el nivel del desarrollo humano para los países donde están.[cita requerida]
Los países en vías de desarrollo son en general países que no han logrado un nivel significante de industrialización relativa a sus poblaciones, y que no tienen un estándar de vida alto. Hay una fuerte correlación entre ingresos medios y un gran crecimiento de la población.[cita requerida]
Las Naciones Unidas permiten que cada nación decida por sí misma si va a ser designada como «subdesarrollada» o «como en vías de desarrollo» (aunque muchos economistas y otros observadores ignoren la regla de la ONU de autodesignación).[cita requerida]
Para moderar el aspecto eufemístico de la expresión «en vías de desarrollo», organizaciones internacionales han comenzado a usar el término países menos desarrollados para las naciones más pobres que no pueden en ningún sentido ser clasificadas como en vías de desarrollo. Esto también modera la tendencia incorrecta a creer que el estándar de vida en todo el mundo en vías de desarrollo es igual.[cita requerida]
El concepto de una nación en vías de desarrollo es encontrado, bajo un término u otro, en numerosos sistemas teóricos teniendo diferentes orientaciones —por ejemplo, teorías de descolonización, teología de la liberación, marxismo, socialismo, antiimperialismo— y economía política y porvenir.[cita requerida]